# 홍문종 (정치인)
홍문종(洪文鐘, 1955년 4월 5일~)은 대한민국의 정치인이다. 호는 승태(昇太), 본관은 남양이다. 11·12대 국회의원을 지낸 홍우준의 아들이다.
2004년 17대 총선을 앞두고는 허위사실 유포 등 선거법 위반으로 피선거권이 박탈됐다. 2010년 8월 15일 이명박 대통령이 사면 복권 시켜 주었으며, 2012년 2월에 새누리당에 복당했고, 2012년 4월 11일에 실시된 대한민국 제19대 국회의원 선거를 통해 여의도 재입성에 성공했다.
2019년 6월, 자유한국당을 탈당해 대한애국당(나중에 우리공화당으로 이름을 바꿈)에 입당하였고, 조원진과 함께 대한애국당의 공동 대표에 추대되었다. 하지만 조원진 대표와의 갈등으로 인해 2020년 1월 29일에 우리공화당에서 탈당 권유 징계를 받았고, 이에 따라 2020년 2월 10일 무소속 신분이 되었다. 2020년 2월 25일에 친박신당을 창당하고 당 대표를 역임했으며, 2020년 4월 15일에 실시된 대한민국 제21대 국회의원 선거에서 친박신당 비례대표 후보 2번으로 출마했으나 정당 득표율 0.51%를 기록하면서 낙선했다.

## 학력
- 1967년 의정부국민학교 졸업
- 1970년 의정부중학교 졸업
- 1973년 대광고등학교 졸업
- 1977년 고려대학교 교육학 학사
- 1980년 고려대학교 교육대학원 영어교육학 석사
- 1984년 하버드 케네디 스쿨 행정학 석사
- 1988년 스탠퍼드대학교 대학원 영어영문학 석사
- 1992년 하버드대학교 대학원 교육학 박사

### 명예 박사 학위
- 1995년 오치타 대학교 명예법학 박사
- 2000년 리버티 대학교 명예인문학 박사

## 경력
- 시민일보 이사장
- 경민외국어고등학교 교장
- 도쿄 대학교 객원연구원
- 경민전문대학 학장
- 민주자유당 의정부시 지구당위원장
- 북경 대학교 초청교수
- 경민대학 학장
- 한국 BBS 중앙연맹 총재
- 국기원 태권도세계본부 이사장
- 학교법인 경민학원 이사장
- 친박신당 당대표
- 의정부시 교육정책 고문
- 국민의힘 홍준표 제20대 대통령 선거 예비후보 jp희망캠프 고문단 고문
- 국민의힘 제20대 대통령선거 선거대책본부 윤석열 대통령 후보 직속 위원회 미래를 여는 희망위원회 위원장

## 의정 활동
- 1996년 5월 30일 ~ 2000년 5월 29일: 제15대 국회의원(경기 의정부시)
- 신한국당 중앙청년연합회 회장
- 제15대 국회 예산결산특별위원회 의원
- 국민신당 대변인
- 새정치국민회의 원내부총무
- 2003년 4월 25일 ~ 2004년 5월 29일: 제16대 국회의원(경기 의정부시)
- 제16대 국회 국회운영위원회 위원
- 한나라당 부대변인
- 한나라당 경기도당 위원장
- 2012년 5월 30일 ~ 2016년 5월 29일: 제19대 국회의원(경기 의정부시 을)
- 2013년 3월 ~ 2014년 5월: 제19대 국회 미래창조과학방송통신위원회 위원장
- 2013년 3월 ~ 2014년 5월: 새누리당 사무총장
- 2016년 5월 30일 ~ : 제20대 국회의원(경기 의정부시 을)
- 2016년 6월 ~ 2018년 5월: 제20대 국회 전반기 외교통일위원회 위원
- 2018년 5월 ~ 2018년 5월: 자유한국당 6·13 지방선거 중앙선거대책위원회 부위원장
- 2019년 6월 ~ 2020년 2월: 우리공화당 공동대표

## 전과
- 공직선거및선거부정방지법위반, 출판물에의한명예훼손: 벌금 250만원 - 2006년 10월 18일 선고, 2010년 8월 15일 특별복권[5]

## 논란

### 수해 골프
2006년 7월 연이은 태풍 '빌리스'·'개미'와 그 간접 영향으로 인한 집중호우로 국가적 재난을 겪고 있는 상황에서, 당 지도부의 골프 자제령에도 불구하고, 큰 피해를 본 수해 지역인 강원 지역의 정선 강원랜드 골프장에서 도내 사업가들과 2개 팀으로 나눠 골프를 즐긴 이른바 '수해 골프' 사건으로 물의를 일으킨 홍문종 의원을 한나라당 당직인 경기도당 위원장직에서 사퇴시키고 한나라당 당적을 제명해 강제 출당시켰다.

### 아프리카예술박물관 노동착취·임금체불·인종차별 의혹
2014년 2월 10일 경기도 포천시 광릉수목원로의 본인이 이사장으로 재직 중인 아프리카예술박물관에서 노동 착취, 임금 체불 및 인종 차별 사건에 대한 의혹이 제기되었고, 민주노총 등이 월 60만원도 안 되는 급여를 받고 노동력을 착취당했다면서 예술인 처우와 관련해 총 7건을 고발했으나 혐의가 없거나 공소권이 없어 불기소처분을 받았다. 실제 임금은 4대보험과 숙소렌탈, 식대 등이 포함돼 110만원을 넘게 받았다고 하며 박물관장에게 모든 일을 맡겨 잘 모른다고 해명하였다. 그러나 근로계약서를 보면, 월 급여 650달러, 하루 8시간 근무, 주 1일 유급휴무 등의 내용과 함께 홍문종 사무총장의 이름에 도장이 찍혀 있으며 사인도 되어 있어 모든 것을 박물관장에게 위임하였다는 주장은 거짓으로 드러났다. 이후 합의서를 체결하고 밀린 임금을 지급하였으며 홍문종 의원은 아프리카예술박물관을 매각하였다.

### 경남기업으로부터 정치자금 수수 의혹
2015년 4월 9일에 경남기업 회장이자 전 국회의원인 성완종이 자살한 후 발견된 메모에서 홍문종에게 2억원을 넘겨줬다는 내용이 있었다. 그가 사망하기 전에 경향신문과 한 인터뷰에서 제18대 대선 당시 새누리당 중앙선거대책위원회 조직총괄본부장이었던 홍문종에게 2억원을 줬다고 말했다. 이에 홍문종은 "단 1원이라도 받았다면 정계 은퇴를 하겠다."고 말하며 강하게 혐의를 부인했고, 그해 7월 2일에 홍문종은 무혐의 처분을 받았다.

### 한국독립문화원 매각 논란
홍문종 의원의 부친인 홍우준 전 의원의 한국독립문화원 매각 논란에 대해서는 일본계가 아닌 하와이 유한책임회사에 매각한 것이며, 개인의 사재 29억원을 들여 지난 15년간 관리·유지한 것이라고 반박했다. 한국독립문화원은 하와이의 한국 독립운동유적지로, 독립문화원에는 해외 독립운동 지도자들의 활동 당시 유물과 사진이 보관돼 있고 마당엔 '무명애국지사추모비'가 세워져 있는 것으로 알려져 있다.

### 불법 정치자금 수수 의혹으로 경민학원, 자택 및 사무실 압수수색
2014년 지방선거 당시 출마희망자들에게 공천 청탁과 함께 수억원의 금품을 수수하고  자신이 이사장인 재단을 통해 기부금 형식으로 자금을 받아 이를 빼내는 방식을 행한 의혹을 받고 있으며 이에 검찰은 2018년 1월 15일 경민학원을 압수수색하였으며 뒤이어 25일에 자택과 사무실도 압수수색하였다. 2012년 대선 당시 새누리당 중앙선관위 조직총괄본부장을 맡으면서 학교 교비를 횡령해 정치 자금으로 활용했다는 의혹도 받고 있으며 이를 경민학원을 통하여 돈세탁하였다고 검찰은 보고 있다. 검찰은 구속영장을 청구했고 국회 본회의에 체포동의안이 상정되었으나, 총 275명이 투표해 129명이 찬성, 141명이 반대, 2명이 기권, 3명이 무효표를 던져 부결됐다. 이와 함께 염동열 자유한국당 의원의 체포동의안도 부결되었다. 자신이 이사장으로 있는 경민학원에 서화 구입비 명목으로 들어온 24억원 상당의 기부금을 친박연대 간부 출신 김모 씨의 그림을 사들여 되파는 방식으로 75억원을 횡령·배임한 혐의로 기소되었으며 1심에서 경민학원 설립자이자 자신의 아버지인 홍우준의 부탁으로 형식적으로 관여했을 뿐이라고 해명하였다. 같은 양주군 출신인 강성종과 당적은 다르나 서로 상당히 유사한 모습을 보이고 있다.

## 역대 선거 결과
|  | 35.67% |

|  | 20.27% |

|  | 50.15% |

|  | 41.89% |

|  | 49.07% |

|  | 41.51% |

|  | 0.51% |

## 소속 정당
| 소속 정당 | 소속 정당      | 소속 기간 | 비고      |
| --------- | -------------- | --------- | --------- |
|           | 민주자유당     | 1992~1995 | 정계 입문 |
|           | 신한국당       | 1995~1997 | 당명 변경 |
|           | 한나라당       | 1997~1998 | 합당      |
|           | 무소속         | 1998      | 탈당      |
|           | 새정치국민회의 | 1998~2000 | 입당      |
|           | 새천년민주당   | 2000      | 합당      |
|           | 무소속         | 2000~2002 | 탈당      |
|           | 한나라당       | 2002~2006 | 복당      |
|           | 무소속         | 2006~2012 | 제명      |
|           | 새누리당       | 2012~2017 | 복당      |
|           | 자유한국당     | 2017~2019 | 당명 변경 |
|           | 무소속         | 2019      | 탈당      |
|           | 대한애국당     | 2019      | 입당      |
|           | 우리공화당     | 2019~2020 | 당명 변경 |
|           | 무소속         | 2020      | 탈당      |
|           | 친박신당       | 2020~2022 | 창당      |
|           | 무소속         | 2022~현재 | 당적 상실 |

## 같이 보기
- 홍우준
- 경민대학교
- 한국독립문화원
- 의정부시 (선거구)
- 의정부시의 국회의원
- 의정부시 을